# Michaił Amielin
Michaił Pietrowicz Amielin (ros. Михаил Петрович Амелин, ur. 4 grudnia?/16 grudnia 1896 we wsi Sołomino w guberni kurskiej, zm. 8 września 1937) – radziecki oficer polityczny, komisarz armijny II rangi.

## Życiorys
Od 1915 do 1917 służył w rosyjskiej armii jako młodszy podoficer, w 1917 został aresztowany i zbiegł, w listopadzie 1917 został członkiem partii bolszewickiej SDPRR(b). W 1918 wstąpił do kurskiego pułku rewolucyjnego, był szefem oddziału saperów, w 1919 podczas wojny domowej w Rosji pełnił funkcje nadzwyczajnego komisarza ds. zaopatrzenia jekaterynosławskiego odcinka frontu, zastępcy przewodniczącego rewolucyjnego trybunału wojennego w Odessie, komisarza 30 pułku piechoty i pełnomocnika przy Wojskowej Radzie Rewolucyjnej Armii. 
W 1920 uczył się na kursach piechoty w Połtawie, w 1921 został komisarzem 14 dowódczych kursów piechoty, potem 60 dowódczych kursów piechoty, 1922-1923 uczył się w Moskiewskiej Wyższej Wojskowej Szkole Pedagogicznej, po czym został komisarzem szkoły piechoty w Ukraińskim Okręgu Wojskowym.
W latach 1928–1930 był zastępcą dowódcy 14 Korpusu Piechoty ds. politycznych, w 1930 słuchaczem kursów doskonalenia wyższej kadry dowódczej przy Akademii Wojskowej im. Frunzego, od 15 czerwca 1930 do 16 stycznia 1934 członkiem Centralnej Komisji Kontrolnej KP(b)U i jednocześnie w latach 1931–1934 zastępcą szefa, a 1934–1935 szefem Zarządu Politycznego Ukraińskiego Okręgu Wojskowego i członkiem Rady Wojskowej Ukraińskiego Okręgu Wojskowego. Od 1934 do czerwca 1937 był członkiem Rady Wojskowej przy ludowym komisarzu obrony ZSRR i jednocześnie od 18 stycznia 1934 do 27 maja 1937 członkiem KC KP(b)U, 20 listopada 1935 otrzymał stopień komisarza armijnego II rangi, od 21 stycznia do czerwca 1934 był zastępcą członka, a od czerwca 1934 do 27 maja 1937 członkiem Biura Organizacyjnego KC KP(b)U. Jednocześnie od 1935 do maja 1937 był szefem Zarządu Politycznego i członkiem Rady Wojskowej Kijowskiego Okręgu Wojskowego, a w maju-czerwcu 1937 członkiem Rady Wojskowej Zakaukaskiego Okręgu Wojskowego. Był odznaczony Orderem Czerwonego Sztandaru.
19 czerwca 1937 podczas stalinowskich czystek w armii został aresztowany, następnie skazany na śmierć i rozstrzelany.